# ایستگاه برق آبی ژیگولی
ایستگاه برق آبی ژیگولی (به لاتین: Zhiguli Hydroelectric Station) یک نیروگاه برقابی و سد در روسیه است که در استان سامارا واقع شده‌است.